# Wirtschaftsforum (Karpacz)
Das Wirtschaftsforum (polnisch Forum Ekonomiczne) fand seit 1991 jährlich Anfang September, zuerst im polnischen Kurort Krynica-Zdrój und findet seit 2020 in Karpacz (in der Nähe von Breslau), statt. Die Konferenz wurde von dem polnischen Politiker Zygmunt Berdychowski ins Leben gerufen und wird durch die von ihm geleitete Stiftung Institut für Osteuropa-Studien organisiert. Das Forum richtet sich an Politiker, Geschäftsleute, Wissenschaftler sowie Vertreter von Medien und NGOs. Es gilt als die bedeutendste Wirtschaftskonferenz der Region und wird häufig als "Davos Ostmitteleuropas" oder "polnisches Davos" bezeichnet.

## Geschichte und Inhalt
In den Jahren 1992–2019 war Krynica-Zdrój der Austragungsort. Im Jahr 2020 fand die Veranstaltung, aufgrund der vorherrschenden Covid-19-Pandemie, in Karpacz statt. Seit 2021 ist Karpacz offiziell der neue Sitz des Forums.
Während des Forums wird die "Persönlichkeit des Jahres" gekürt, was gewöhnlich auf großes Medieninteresse stößt. Der Titel wird von einem etwa 30-köpfigen Gremium verliehen, welches aus namhaften Vertretern aus Politik und Wirtschaft besteht.
Die Podiumsdiskussionen werden simultan in den Sprachen Englisch, Polnisch und Russisch gedolmetscht.
Nach Angaben des Veranstalters nahmen im Jahr 2016 über 3.500 Tagungsgäste und fast 600 Journalisten aus der ganzen Welt am 26. Wirtschaftsforum in Krynica-Zdrój teil.

## Gäste
An der Konferenz nehmen nicht nur regelmäßig polnische Regierungsvertreter teil, sondern auch Staats- und Regierungschefs aus ganz Europa.
Zu den bedeutendsten Gästen der Stiftung Institut für Osteuropa-Studien zählten bisher Valdas Adamkus, José Manuel Barroso, Joachim Bitterlich, Elmar Brok, Emil Constantinescu, Roland Dumas, Robert Fico, Dalia Grybauskaitė, Alfred Gusenbauer, Rebecca Harms, Václav Havel, Danuta Hübner, Sergei Jastrschembski, Wiktor Juschtschenko, Andreas Kaplan, Gediminas Kirkilas, Gunther Krichbaum, Thomas de Maizière, Giorgio Napolitano, Dirk Niebel, Viktor Orbán, Andris Piebalgs, Petro Poroschenko, Viviane Reding, Micheil Saakaschwili, Jorge Sampaio, Karel Schwarzenberg, Bohuslav Sobotka, László Sólyom, Mirek Topolánek, Donald Tusk, Lech Walęsa sowie José Luis Zapatero.

## Pressestimmen
"Damit hatte niemand gerechnet: Polen will schon 2011 der Euro-Zone beitreten, verkündete Premier Donald Tusk auf dem Wirtschaftsforum im Kurort Krynica. Vielleicht haben ihn die dynamischen Manager im „Davos des Ostens“ animiert – jedenfalls fällt sein Ziel überraschend ehrgeizig aus."
- Die Presse, 2008
"Glückliche Kühe auf saftigen Weiden, wo schon die Heustöcke für den Winter bereitstehen, klare Bergbäche, die durch waldige Täler murmeln, eine anmutige Postkartenlandschaft, die zum Verweilen einlädt – der Bergzug der polnischen Beskiden erscheint dem Betrachter als Ort, wo die Welt in Ordnung ist. Doch in Ordnung ist die Welt nicht, das wissen die rund 2500 Politiker, Wirtschaftsführer, Experten und Journalisten, die sich Anfang September im hübschen Badestädtchen Krynica-Zdroj nahe der polnisch-slowakischen Grenze einfanden. Denn die 22. Ausgabe des seit dem Zusammenbruch des Kommunismus alljährlich stattfindenden Wirtschaftsforums, das sich mitunter ambitiös als «Davos Ostmitteleuropas» bezeichnet, trug ein Motto, das es mit der Lieblichkeit der Umgebung nicht aufnehmen konnte: «Europa und die Welt im Angesicht der Krise – neue Visionen für schwierige Zeiten.»"
- Neue Zürcher Zeitung, 2012
"Hier, in dem Kurort in den polnischen Westkarpaten, findet zum 24. Mal ein einzigartiges Treffen von Politikern, Wirtschaftsvertretern und Wissenschaftlern aus Mittel- und Osteuropa statt. In den Medien hat das Treffen in Anlehnung an die Schweizer Veranstaltung den Beinamen „Davos des Ostens“ erhalten. Zygmunt Berdychowski mag diesen Vergleich nicht. „Unsere Veranstaltung hat ihren eigenen Charakter“, sagt der Veranstalter und beschwört „den Geist von Krynica“. Wer Osteuropa verstehen wolle, der müsse hierherkommen und zwischen Heilwasserquellen und Berghütten das Gespräch suchen."
- Frankfurter Allgemeine Zeitung, 2014
"Die Gästeliste des dreitägigen Wirtschaftsforums liest sich wie ein "Who is who" osteuropäischer Politik und Wirtschaft. Staatspräsidenten, Regierungschefs und Minister geben sich die Ehre, außerdem die Chefs der größten polnischen Unternehmen, nebst einer Reihe prominenter Ökonomen und Experten."
- MDR.de, 2016